# ملتان خورد
ملتان خورد (به انگلیسی: Multan Khurd) یک روستا در پاکستان است که در ناحیه چکوال واقع شده‌است.